# Koldkrymp
Koldkrymp er en betegnelse for en række isolationsprodukter, mest i form af krympeslanger, endemuffer og forgreningsmuffer, der krymper mekanisk. Koldkrymp benyttes primært i industrien og særligt i installationsbranchen til isolering af lav-, mellem- og højspændingskabler. Koldkrymp bruges ofte off-shore og andre steder hvor brug af åben ild kan udgøre en sikkerhedsrisiko.

## Metode
Krympeegenskaberne fremkommer mekanisk. Typisk ved at trække i en plastikspiral, der løber inde i krymperøret. Når spiralen trækkes ud, krymper røret sammen. Koldkrymp er altså, modsat krympeflex, ikke afhængig af nogen form for varmekilde.